# Patricia Guijarro
Patricia Guijarro Gutiérrez (Palma de Mallorca, 17 mei 1998) is een Spaans voetbalster. Ze speelt als middenvelder voor FC Barcelona Femení en het Spaans nationaal elftal. 

## Clubcarrière
Guijarro maakte in 2015 de overstap van UD Collerense naar FC Barcelona. Met Barça won de middenvelder tweemaal de Copa de la Reina (2017, 2018) en vier keer de Copa Catalunya (2015, 2016, 2017, 2018).

## Interlandcarrière
Guijarro won in 2017 met Spanje het EK Onder-19. Ze scoorde de winnende treffer in de finale tegen Frankrijk. In augustus 2018 nam de middenvelder met Spanje deel aan het WK Onder-20 in Frankrijk. De finale werd verloren van Japan. Guijarro werd topscorer van het toernooi en bovendien verkozen tot beste speelster van het WK.
Guijarro debuteerde in 2017 in het Spaans nationaal elftal. Ze won in 2017 de Algarve Cup, gevolgd door de Cyprus Women's Cup een jaar later.
1: Gallardo ·
2: Jiménez ·
3: Ouahabi ·
4: Paredes ·
5: Andrés ·
6: Losada ·
7: Corredera ·
8: Torrejón ·
9: Caldentey ·
10: Hermoso ·
11: Putellas · 12: Guijarro · 13: Paños · 14: Torrecilla · 15: Meseguer · 16: León · 17: L. García · 18: Bonmatí · 19: Sampedro · 20: Pereira · 21: Falcón · 22: N. García · 23: Quiñones · Coach: Vilda